# 福岡駐屯地
福岡駐屯地（ふくおかちゅうとんち、JGSDF Camp Fukuoka）とは、福岡県春日市大和町5-12に所在し、第4師団司令部等が駐屯する陸上自衛隊の駐屯地である。

## 概要
駐屯地司令は、第4師団副師団長が兼務。最寄の演習場は、古賀市と宮若市にある西山訓練場。創立記念行事は毎年5月に開催している。
1950年（昭和25年）に警察予備隊の駐屯地として設置されたのが始まりで、主要都市に所在する陸上自衛隊駐屯地の中では朝鮮半島に一番近い。福岡と南九州方面へ至る幹線交通の結節点であり、博多港（特定重要港湾）、福岡空港・福岡航空交通管制部・航空交通管理センター、博多駅および南福岡車両区・博多総合車両所、航空自衛隊西部航空方面隊司令部などの重要施設が集中（福岡駐屯地と南福岡車両区は道路を挟んで隣接）しており、そのため、駐屯している第4師団の重要性が増しつつある。
元々この地には渡邊鉄工所（現：渡辺鉄工株式会社）、後の九州飛行機（1943年に渡邊鉄工所から九州兵器に改名）の雑餉隈工場があり、終戦後GHQに接収され、賠償指定工場となっていたものが朝鮮戦争勃発を期に指定解除されたのと同時に後身の渡辺自動車工業（2001年に解散）が福岡県筑紫郡春日町（現・春日市）に移転、警察予備隊の福岡駐屯地が設置されたため、自衛隊の管轄となった。現在でも福岡駐屯地業務隊補給科の倉庫として当時のままの姿で建っている。

## 沿革
警察予備隊福岡駐屯地
- 1950年（昭和25年）9月25日：旧九州飛行機製作所跡に警察予備隊福岡訓練所として開設[1]。
- 1951年（昭和26年）
  - 12月1日：第4管区総監部が薬院堀端から移転（2日まで）。
  - 12月3日：第4管区総監部移庁式挙行[2]。
  - 12月22日：第4管区総監部および福岡駐屯部隊の新庁舎落成式挙行[2]。
- 1952年（昭和27年）
  - 1月20日：福岡駐屯地の第10連隊第2大隊が、第11連隊第3大隊に改称。
  - 1月26日：第4偵察中隊が曾根駐屯地から移駐。

保安隊福岡駐屯地
- 1952年（昭和27年）10月15日：警察予備隊が保安隊に改編。保安隊九州地区補給廠（現・陸上自衛隊九州補給処）が編成完結[2]。
- 1953年（昭和28年）9月1日：福岡駐屯地業務隊が編成完結。
- 1954年（昭和29年）
  - 3月1日：第4衛生大隊が中津駐屯地から移駐[2]。
  - 3月10日：九州地区補給廠が目達原駐屯地へ移駐[2]。

陸上自衛隊福岡駐屯地
- 1954年（昭和29年）
  - 7月1日：保安庁は防衛庁に改組。
  - 9月10日：第4偵察中隊が健軍駐屯地へ移駐。
- 1955年（昭和30年）12月1日：西部方面総監部・同付中隊が新編[3]、総監部編成完結式・創隊式挙行[3]。
- 1956年（昭和31年）
  - 1月12日：第5陸曹教育隊が相浦駐屯地へ移駐。
  - 1月20日：西部方面総監部・同付中隊が健軍駐屯地へ移駐開始（2月10日完了）[3]。
  - 1月25日：第19普通科連隊が編成完結。
- 1962年（昭和37年）
  - 8月15日：第4管区隊が第4師団に改編。第4管区総監部は第4師団司令部に改編。
  - 8月25日：第4偵察隊が健軍駐屯地から移駐。
- 1963年（昭和38年）8月8日：第5陸曹教育隊が大村駐屯地へ移駐。
- 1975年（昭和50年）8月1日：第4音楽隊が新編。
- 1990年（平成02年）3月26日：第4武器隊・第4補給隊・第4衛生隊・第4輸送隊を統合して第4後方支援連隊が編成完結。
- 2002年（平成14年）3月27日：第4師団司令部付隊化学防護隊が第4化学防護隊に改編。
- 2009年（平成21年）3月26日：第4化学防護隊が第4特殊武器防護隊に改編。
- 2013年（平成25年）3月26日：第19普通科連隊が第4師団隷下から西部方面混成団隷下に編成替え。
- 2019年（平成31年）3月26日：第4偵察隊が第4偵察戦闘大隊に改編。

## 駐屯部隊

### 西部方面隊隷下部隊・機関
- 第4師団
  - 第4師団司令部
  - 第4後方支援連隊
  - 第4偵察戦闘大隊
  - 第4通信大隊
  - 第4特殊武器防護隊
  - 第4師団司令部付隊
  - 第4音楽隊
- 西部方面混成団
  - 第19普通科連隊
- 西部方面後方支援隊
  - 第304普通科直接支援中隊：第19普通科連隊を支援
- 西部方面システム通信群
  - 第102基地システム通信大隊
    - 第304基地通信中隊
- 西部方面会計隊
  - 第366会計隊
- 福岡駐屯地業務隊
- 自衛隊福岡地方協力本部
  - 福岡地区隊本部
  - 春日分駐所

### 防衛大臣直轄部隊
- 警務隊
  - 西部方面警務隊
    - 第134地区警務隊
- 陸上自衛隊中央輸送隊
  - 第5方面分遣隊
    - 第2端末地業務班

## 最寄の幹線交通
- 高速道路：九州自動車道太宰府IC/BS、福岡高速2号線水城出入口
- 一般道：国道3号、国道201号、国道202号、国道385号、福岡県道31号福岡筑紫野線、福岡県道45号福岡空港線、福岡県道49号大野城二丈線、福岡県道76号筑紫野太宰府線、福岡県道・大分県道112号福岡日田線、佐賀県道・福岡県道137号基山平等寺筑紫野線
- 鉄道：JR九州鹿児島本線南福岡駅・JR西日本博多南線博多南駅・西日本鉄道西鉄天神大牟田線雑餉隈駅
- 港湾：博多港（特定重要港湾）、三池港（重要港湾）、唐津港（地方港湾）
- 飛行場：福岡空港（第二種空港）

## 重要施設
- 唐津変電所（一次変電所）（唐津市）
- 脊振変電所（超高圧変電所）（福岡市早良区）
- 南福岡変電所（一次変電所）（福岡市南区）
- 西福岡変電所（一次変電所）（福岡市中央区）
- 東福岡変電所（一次変電所）（福岡市博多区）
- 玄海幹線（玄海原子力発電所3・4号機開閉所から西九州変電所までの亘長69.40 km[4]の、50万Vの送電線路）
- 脊振幹線（中央変電所から脊振変電所までの亘長30.77 km[4]の、50万Vの送電線路）
- 東福岡幹線（山家変電所から東福岡変電所までの亘長22 kmの、22万Vの送電線路）[5]
- 福岡流通センター（福岡市博多区）
- 箱崎埠頭の物流会社群（福岡市博多区）
- 福岡貨物ターミナル駅 （福岡市東区）
- 西部水処理センター（福岡市中央区）
- 中部水処理センター（福岡市中央区）
- 航空自衛隊春日基地（春日市）（西部航空方面隊司令部・防空指令所駐屯）
- 福岡空港（福岡市）（春日基地飛行場地区のほか、米軍等の使用施設が存在）
- 壱岐空港（第三種空港）（壱岐市）
- 博多総合車両所（春日市・那珂川市）JR西日本の新幹線車両基地
- 南福岡車両区 （福岡市南区）隣接するJR九州の最大の在来線車両基地
- 姪浜車両基地・橋本車両基地（福岡市交通局の車両基地）
- 多々良工場（福岡市東区）（西日本鉄道の車両基地）
- 国土交通省航空局 福岡航空交通管制部・航空交通管理センター（福岡市東区）（日本を含む、東アジア・北太平洋地域の航空管制を担う）
- 九州大学応用力学研究所 （春日市）（全国共同利用型附置研究所の１つ）

## 最寄交通機関
- JR九州南福岡駅 - 駅より約500m程度。因みに福岡駐屯地は福岡市博多区と春日市の境に位置し、隣には九州最大の車両基地である南福岡車両区（所在は福岡市博多区寿町1丁目1番1号である）が所在する。
- 西日本鉄道雑餉隈駅（約1.5km）
- コミュニティバス「やよい」岡本4丁目・大和町5丁目バス停